# European Silver League 2019 (damer)
European Silver League 2019 utspelade sig mellan 25 maj och 18 juni 2019. Det var den andra upplagan av turneringen och åtta landslag från CEV:s medlemsförbund deltog. Rumänien vann tävlingen för första gången genom att besegra Slovenien i finalen. Diana Tătaru utsågs till mest värdefulla spelare..

## Regelverk

### Format
Tävlingen genomfördes i två rundor:
- Gruppspelsrundan. Samtliga lag delades upp i två grupper om fyra lag där alla möte alla både hemma och borta. Det bästa laget i varje grupp gick vidare till final.
- Final. Vinnaren av finalen kvalificerade sig för European Golden League 2021.

### Rankningskriterier
Om slutresultatet blev 3-0 eller 3-1 tilldelades 3 poäng till det vinnande laget och 0 till det förlorande laget, om slutresultatet blev 3-2 tilldelades 2 poäng till det vinnande laget och 1 till det förlorande laget. 
Rankningsordningen i serien definierades utifrån:
- Antal vunna matcher
- Poäng
- Kvot vunna / förlorade set
- Kvot vunna / förlorade poäng.
- Inbördes möte(n)

## Deltagande lag
| Lag       | Deltog senast               |
| --------- | --------------------------- |
| Cypern    | Debut                       |
| Estland   | European Silver League 2018 |
| Georgien  | European Silver League 2018 |
| Grekland  | Debut                       |
| Israel    | European Silver League 2018 |
| Portugal  | Debut                       |
| Rumänien  | Debut                       |
| Slovenien | Debut                       |

## Turneringen

### Gruppspel
| Grupp A  | Grupp B   |
| -------- | --------- |
| Cypern   | Estland   |
| Georgien | Grekland  |
| Israel   | Portugal  |
| Rumänien | Slovenien |

#### Grupp A

##### Resultat
| 25 maj 2019 University of Cyprus Athletic Center, Nicosia Speltid: 1h:52 - Åskådare: 400  | Cypern   | 1 - 3 | Israel   | 18-25, 19-25, 27-25, 19-25        |
| 25 maj 2019 Sala Polivalentă, Alexandria Speltid: 1h:08 - Åskådare: 300                   | Rumänien | 3 - 0 | Georgien | 25-14, 25-14, 25-20               |
| 29 maj 2019 Romema Sports Arena, Haifa Speltid: 1h:20 - Åskådare: 210                     | Israel   | 3 - 0 | Georgien | 25-18, 25-23, 25-17               |
| 18 juni 2019 University of Cyprus Athletic Center, Nicosia Speltid: 1h:09 - Åskådare: 400 | Cypern   | 0 - 3 | Rumänien | 15-25, 11-25, 25-27               |
| 2 juni 2019 Romema Sports Arena, Haifa Speltid: 2h:00 - Åskådare: 550                     | Israel   | 3 - 2 | Rumänien | 25-17, 32-30, 20-25, 12-25, 15-11 |
| 4 juni 2019 University of Cyprus Athletic Center, Nicosia Speltid: 1h:09 - Åskådare: 400  | Cypern   | 3 - 0 | Georgien | 25-10, 25-19, 25-19               |
| 8 juni 2019 Sala Polivalentă, Alexandria Speltid: 1h:13 - Åskådare: 250                   | Rumänien | 3 - 0 | Israel   | 25-14, 25-15, 25-21               |
| 8 juni 2019 New Volleyball Arena, Tbilisi Speltid: 1h:16 - Åskådare: 150                  | Georgien | 0 - 3 | Cypern   | 24-26, 14-25, 17-25               |
| 12 juni 2019 New Volleyball Arena, Tbilisi Speltid: 1h:51 - Åskådare: 300                 | Georgien | 1 - 3 | Israel   | 23-25, 14-25, 25-23, 17-25        |
| 12 juni 2019 Sala Polivalentă, Alexandria Speltid: 1h:05 - Åskådare: 200                  | Rumänien | 3 - 0 | Cypern   | 25-22, 25-13, 25-15               |
| 15 juni 2019 Romema Sports Arena, Haifa Speltid: 1h:16 - Åskådare: 500                    | Israel   | 3 - 0 | Cypern   | 25-22, 25-20, 25-20               |
| 15 juni 2019 New Volleyball Arena, Tbilisi Speltid: 1h:02 - Åskådare: 200                 | Georgien | 0 - 3 | Rumänien | 8-25, 15-25, 19-25                |

##### Sluttabell
| Pos. | Lag      | Pt | G | V | P | VS | FS | Kvot  | VP  | FP  | Kvot  |
| ---- | -------- | -- | - | - | - | -- | -- | ----- | --- | --- | ----- |
| 1.   | Rumänien | 16 | 6 | 5 | 1 | 17 | 3  | 5,666 | 485 | 345 | 1,405 |
| 2.   | Israel   | 14 | 6 | 5 | 1 | 15 | 7  | 2,142 | 502 | 465 | 1,079 |
| 3.   | Cypern   | 6  | 6 | 2 | 4 | 7  | 12 | 0,583 | 397 | 430 | 0,923 |
| 4.   | Georgien | 0  | 6 | 0 | 6 | 1  | 18 | 0,055 | 330 | 474 | 0,696 |

      Kvalificerat för final.

#### Grupp B

##### Resultat
| 25 maj 2019 Portimão Arena, Portimão Speltid: 1h:14 - Åskådare: 300                  | Portugal  | 0 - 3 | Grekland  | 20-25, 17-25, 19-25               |
| 25 maj 2019 Športna Dvorana Ljudski Vrt, Maribor Speltid: 1h:19 - Åskådare: 500      | Slovenien | 3 - 0 | Estland   | 25-18, 25-22, 25-23               |
| 29 maj 2019 Palazzetto dello Sport Vrachati, Korinth Speltid: 1h:21 - Åskådare: 700  | Grekland  | 0 - 3 | Slovenien | 19-25, 24-26, 21-25               |
| 29 maj 2019 Portimão Arena, Portimão Speltid: 2h:01 - Åskådare: 250                  | Portugal  | 2 - 3 | Estland   | 25-17, 17-25, 25-23, 25-27, 13-15 |
| 2 juni 2019 Tartu Ülikooli Spordihoone, Tartu Speltid: 1h:32 - Åskådare: 870         | Estland   | 0 - 3 | Slovenien | 23-25, 21-25, 26-24               |
| 1º juni 2019 Palazzetto dello Sport Vrachati, Korinth Speltid: 1h:26 - Åskådare: 750 | Grekland  | 3 - 1 | Portugal  | 15-25, 25-14, 25-19, 25-21        |
| 8 juni 2019 Tartu Ülikooli Spordihoone, Tartu Speltid: 1h:36 - Åskådare: 720         | Estland   | 1 - 3 | Grekland  | 8-25, 23-25, 25-21, 13-25         |
| 8 juni 2019 Pavilhão Municipal, Paços de Ferreira Speltid: 2h:05 - Åskådare: 905     | Portugal  | 3 - 2 | Slovenien | 25-27, 25-22, 25-23, 22-25, 15-9  |
| 12 juni 2019 Športna Dvorana, Mislinja Speltid: 1h:46 - Åskådare: 650                | Slovenien | 3 - 1 | Portugal  | 27-25, 25-15, 23-25, 25-15        |
| 12 juni 2019 Palazzetto dello Sport Vrachati, Korinth Speltid: 1h:51 - Åskådare: 700 | Grekland  | 3 - 1 | Estland   | 27-29, 25-18, 25-20, 26-24        |
| 15 juni 2019 Tartu Ülikooli Spordihoone, Tartu Speltid: 1h:53 - Åskådare: 675        | Estland   | 3 - 2 | Portugal  | 25-15, 25-11, 22-25, 16-25, 15-13 |
| 15 juni 2019 Športna Dvorana, Mislinja Speltid: 1h:50 - Åskådare: 900                | Slovenien | 3 - 2 | Grekland  | 25-21, 25-15, 20-25, 20-25, 15-6  |

##### Sluttabell
| Pos. | Lag       | Pt | G | V | P | VS | FS | Kvot  | VP  | FP  | Kvot  |
| ---- | --------- | -- | - | - | - | -- | -- | ----- | --- | --- | ----- |
| 1.   | Slovenien | 15 | 6 | 5 | 1 | 17 | 6  | 2,833 | 538 | 479 | 1,123 |
| 2.   | Grekland  | 13 | 6 | 4 | 2 | 14 | 9  | 1,555 | 520 | 470 | 1,106 |
| 3.   | Estland   | 4  | 6 | 2 | 4 | 8  | 16 | 0,500 | 501 | 544 | 0,921 |
| 4.   | Portugal  | 4  | 6 | 1 | 5 | 9  | 17 | 0,529 | 515 | 581 | 0,886 |

      Kvalificerat för final.

### Final
|  | Final |           |   |   |  |
|  |       |           |   |   |  |
|  | 1A    | Rumänien  | 3 | 1 |  |
|  | 1A    | Rumänien  | 3 | 1 |  |
|  | 1B    | Slovenien | 0 | 3 |  |

#### Match 1
| 25 juni 2019 Športna Dvorana, Mislinja Speltid: 1h:44 - Åskådare: 750 | Slovenien | 3 - 1 | Rumänien | 25-19, 22-25, 25-21, 25-22 |

#### Match 2
| 28 juni 2019 Sala Polivalentă, Alexandria Speltid: 1h:08 - Åskådare: 500 | Rumänien | 3 - 0 | Slovenien | 25-22, 25-14, 25-17 Golden set: 15-12 |

## Slutplaceringar
| Pos | Lag       |
| --- | --------- |
|     | Rumänien  |
|     | Slovenien |
| 3   | Grekland  |
| 3   | Israel    |
| 5   | Cypern    |
| 5   | Estland   |
| 7   | Georgien  |
| 7   | Portugal  |